# Wielka Brytania na Zimowych Igrzyskach Olimpijskich 1984
Wielką Brytanię na Zimowych Igrzyskach Olimpijskich 1984 reprezentowało 50 zawodników: trzydziestu siedmiu mężczyzn i trzynaście kobiet. Był to czternasty start reprezentacji Wielkiej Brytanii na zimowych igrzyskach olimpijskich.

## Medaliści
| Medal | Imię i nazwisko                | Dyscyplina           | Konkurencja      |
| ----- | ------------------------------ | -------------------- | ---------------- |
|       | Jayne Torvill Christopher Dean | Łyżwiarstwo figurowe | Taniec na lodzie |

## Skład reprezentacji

### Narciarstwo alpejskie
Mężczyźni
| Zawodnik         | Konkurencja   | Wyścig 1     | Wyścig 1 | Wyścig 2 | Wyścig 2 | Łącznie      | Łącznie |
| Zawodnik         | Konkurencja   | Czas         | Miejsce  | Czas     | Miejsce  | Czas         | Miejsce |
| ---------------- | ------------- | ------------ | -------- | -------- | -------- | ------------ | ------- |
| Frederick Burton | Zjazd         |              |          |          |          | 1:51.15      | 37      |
| Connor O’Brien   | Zjazd         |              |          |          |          | 1:50.36      | 33      |
| Graham Bell      | Zjazd         |              |          |          |          | 1:50.06      | 32      |
| Martin Bell      | Zjazd         |              |          |          |          | 1:48.00      | 18      |
| Frederick Burton | Slalom gigant | 1:30.32      | 42       | 1:30.23  | 38       | 3:00.55      | 39      |
| Nicholas Wilson  | Slalom gigant | 1:29.26      | 37       | 1:30.23  | 38       | 2:59.49      | 38      |
| Martin Bell      | Slalom gigant | 1:28.42      | 34       | 1:28.08  | 33       | 2:56.50      | 32      |
| David Mercer     | Slalom gigant | 1:27.81      | 33       | 1:28.83  | 34       | 2:56.64      | 33      |
| David Mercer     | Slalom        | Nie ukończył | –        | –        | –        | Nie ukończył | –       |
| Nicholas Wilson  | Slalom        | 57.33        | 27       | 54.75    | 16       | 1:52.08      | 16      |

Kobiety
| Zawodniczka | Konkurencja | Wyścig 1      | Wyścig 1 | Wyścig 2 | Wyścig 2 | Łącznie       | Łącznie |
| Zawodniczka | Konkurencja | Czas          | Miejsce  | Czas     | Miejsce  | Czas          | Miejsce |
| ----------- | ----------- | ------------- | -------- | -------- | -------- | ------------- | ------- |
| Clare Booth | Zjazd       |               |          |          |          | Nie ukończyła | –       |
| Lesley Beck | Slalom      | Nie ukończyła | –        | –        | –        | Nie ukończyła | –       |

### Biathlon
Mężczyźni
| Konkurencja  | Zawodnik        | Pudła 1 | Czas    | Miejsce |
| ------------ | --------------- | ------- | ------- | ------- |
| 10 km Sprint | Trevor King     | 5       | 36:34.4 | 51      |
| 10 km Sprint | Graeme Ferguson | 4       | 35:37.3 | 44      |
| 10 km Sprint | Jim Wood        | 2       | 33:40.2 | 26      |

| Konkurencja | Zawodnik        | Czas      | Kary | Skorygowany czas 2 | Miejsce |
| ----------- | --------------- | --------- | ---- | ------------------ | ------- |
| 20 km       | Tony McLeod     | 1'17:34.5 | 8    | 1'25:34.5          | 44      |
| 20 km       | Charles MacIvor | 1'16:37.5 | 7    | 1'23:37.5          | 37      |
| 20 km       | Jim Wood        | 1'14:55.8 | 4    | 1'18:55.8          | 14      |

Sztafeta mężczyzn 4 x 7,5 km
| Zawodnicy                                           | Wyścig  | Wyścig    | Wyścig  |
| Zawodnicy                                           | Pudła 1 | Czas      | Miejsce |
| --------------------------------------------------- | ------- | --------- | ------- |
| Jim Wood Patrick Howdle Tony McLeod Charles MacIvor | 0       | 1'46:17.2 | 12      |

### Bobsleje
| Osada | Zawodnicy                  | Konkurencja | Ślizg 1 | Ślizg 1 | Ślizg 2 | Ślizg 2 | Ślizg 3 | Ślizg 3 | Ślizg 4 | Ślizg 4 | Łącznie | Łącznie |
| Osada | Zawodnicy                  | Konkurencja | Czas    | Miejsce | Czas    | Miejsce | Czas    | Miejsce | Czas    | Miejsce | Czas    | Miejsce |
| ----- | -------------------------- | ----------- | ------- | ------- | ------- | ------- | ------- | ------- | ------- | ------- | ------- | ------- |
| GBR-1 | Tom De La Hunty Peter Lund | Dwójki      | 53.17   | 18      | 53.34   | 18      | 53.53   | 27      | 53.09   | 19      | 3:33.13 | 21      |
| GBR-2 | Gomer Lloyd Peter Brugnani | Dwójki      | 52.80   | 14      | 52.73   | 9       | 52.26   | 10      | 52.57   | 13      | 3:30.36 | 10      |

| Osada | Zawodnicy                                            | Konkurencja | Ślizg 1 | Ślizg 1 | Ślizg 2 | Ślizg 2 | Ślizg 3 | Ślizg 3 | Ślizg 4 | Ślizg 4 | Łącznie | Łącznie |
| Osada | Zawodnicy                                            | Konkurencja | Czas    | Miejsce | Czas    | Miejsce | Czas    | Miejsce | Czas    | Miejsce | Czas    | Miejsce |
| ----- | ---------------------------------------------------- | ----------- | ------- | ------- | ------- | ------- | ------- | ------- | ------- | ------- | ------- | ------- |
| GBR-1 | Michael Pugh Tony Wallington Corrie Brown Mark Tout  | Czwórki     | 51.52   | 21      | 51.84   | 20      | 51.68   | 20      | 51.89   | 21      | 3:26.93 | 20      |
| GBR-2 | Gomer Lloyd Howard Smith Gus McKenzie Peter Brugnani | Czwórki     | 51.15   | 17      | 51.11   | 10      | 51.44   | 13      | 51.64   | 18      | 3:25.34 | 15      |

### Biegi narciarskie
Mężczyźni
| Konkurencja   | Zawodnik        | Wyścig    | Wyścig  |
| Konkurencja   | Zawodnik        | Czas      | Miejsce |
| ------------- | --------------- | --------- | ------- |
| Bieg na 15 km | Martin Watkins  | 49:08.7   | 63      |
| Bieg na 15 km | Mike Dixon      | 48:18.6   | 60      |
| Bieg na 15 km | Mark Moore      | 47:03.2   | 58      |
| Bieg na 15 km | John Spotswood  | 46:53.7   | 57      |
| Bieg na 30 km | Stephen Daglish | 1'44:04.3 | 58      |
| Bieg na 30 km | John Spotswood  | 1'42:23.3 | 54      |
| Bieg na 30 km | Andrew Rawlin   | 1'41:33.9 | 52      |
| Bieg na 30 km | Mark Moore      | 1'40:22.2 | 50      |
| Bieg na 50 km | John Spotswood  | 2'38:03.2 | 45      |
| Bieg na 50 km | Mark Moore      | 2'36:32.8 | 44      |

Sztafeta mężczyzn 4 x 10 km
| Zawodnicy                                          | Wyścig    | Wyścig  |
| Zawodnicy                                          | Czas      | Miejsce |
| -------------------------------------------------- | --------- | ------- |
| Mark Moore Andrew Rawlin Mike Dixon John Spotswood | 2'10:09.9 | 14      |

Kobiety
| Konkurencja   | Zawodniczka      | Wyścig    | Wyścig  |
| Konkurencja   | Zawodniczka      | Czas      | Miejsce |
| ------------- | ---------------- | --------- | ------- |
| Bieg na 5 km  | Carolina Brittan | 21:44.3   | 50      |
| Bieg na 5 km  | Nicola Lavery    | 21:08.5   | 47      |
| Bieg na 5 km  | Doris Trueman    | 21:05.6   | 46      |
| Bieg na 5 km  | Ros Coats        | 20:16.7   | 44      |
| Bieg na 10 km | Lauren Jeffrey   | 40:11.2   | 48      |
| Bieg na 10 km | Doris Trueman    | 39:28.4   | 47      |
| Bieg na 10 km | Nicola Lavery    | 39:05.2   | 46      |
| Bieg na 10 km | Ros Coats        | 38:12.2   | 45      |
| Bieg na 20 km | Nicola Lavery    | 1'16:24.0 | 39      |
| Bieg na 20 km | Ros Coats        | 1'11:24.1 | 36      |

Sztafeta kobiet 4 x 5 km
| Zawodniczki                                          | Wyścig    | Wyścig  |
| Zawodniczki                                          | Czas      | Miejsce |
| ---------------------------------------------------- | --------- | ------- |
| Lauren Jeffrey Nicola Lavery Doris Trueman Ros Coats | 1'18:36.2 | 11      |

### Łyżwiarstwo figurowe
Mężczyźni
| Zawodnik      | Konkurencja | Nota | Miejsce |
| ------------- | ----------- | ---- | ------- |
| Paul Robinson | Soliści     | 42.6 | 22      |

Kobiety
| Zawodniczka          | Konkurencja | Nota | Miejsce |
| -------------------- | ----------- | ---- | ------- |
| Susan Jackson Wagner | Solistki    | 33.2 | 17      |

Pary
| Zawodnicy                 | Konkurencja   | Nota | Miejsce |
| ------------------------- | ------------- | ---- | ------- |
| Susan Garland Ian Jenkins | Para taneczna | 20.0 | 14      |

Taniec na lodzie
| Zawodnicy                       | Konkurencja      | Nota | Miejsce |
| ------------------------------- | ---------------- | ---- | ------- |
| Wendy Sessions Stephen Williams | Taniec na lodzie | 22.4 | 11      |
| Karen Barber Nicky Slater       | Taniec na lodzie | 11.6 | 6       |
| Jayne Torvill Christopher Dean  | Taniec na lodzie | 2.0  |         |

### Saneczkarstwo
Mężczyźni
| Zawodnik       | Ślizg 1 | Ślizg 1 | Ślizg 2 | Ślizg 2 | Ślizg 3 | Ślizg 3 | Ślizg 4 | Ślizg 4 | Łącznie  | Łącznie |
| Zawodnik       | Czas    | Miejsce | Czas    | Miejsce | Czas    | Miejsce | Czas    | Miejsce | Czas     | Miejsce |
| -------------- | ------- | ------- | ------- | ------- | ------- | ------- | ------- | ------- | -------- | ------- |
| Mike Howard    | 50.415  | 30      | 50.090  | 30      | 48.343  | 27      | 48.315  | 27      | 3:17.163 | 26      |
| Chris Prentice | 50.033  | 28      | 50.074  | 29      | 50.384  | 30      | 49.283  | 29      | 3:19.774 | 29      |
| André Usborne  | 49.901  | 27      | 49.853  | 28      | 49.447  | 29      | 48.438  | 28      | 3:17.639 | 27      |

Kobiety
| Zawodniczka    | Ślizg 1 | Ślizg 1 | Ślizg 2 | Ślizg 2 | Ślizg 3 | Ślizg 3 | Ślizg 4           | Ślizg 4 | Łącznie           | Łącznie |
| Zawodniczka    | Czas    | Miejsce | Czas    | Miejsce | Czas    | Miejsce | Czas              | Miejsce | Czas              | Miejsce |
| -------------- | ------- | ------- | ------- | ------- | ------- | ------- | ----------------- | ------- | ----------------- | ------- |
| Claire Sherred | 45.580  | 27      | 45.062  | 25      | 45.324  | 23      | Zdyskwalifikowany | –       | Zdyskwalifikowany | –       |

### Łyżwiarstwo szybkie
Mężczyźni
| Konkurencja    | Zawodnik     | Wyścig  | Wyścig  |
| Konkurencja    | Zawodnik     | Czas    | Miejsce |
| -------------- | ------------ | ------- | ------- |
| Bieg na 1500 m | Bryan Carbis | 2:13.25 | 39      |
| Bieg na 5000 m | Bryan Carbis | 8:01.44 | 41      |